# Santuario di Nostra Signora della Guardia (Moconesi)
Il santuario di Nostra Signora della Guardia è un luogo di culto cattolico situato nella frazione di Gattorna, in piazza Nostra Signora della Guardia, nel comune di Moconesi nella città metropolitana di Genova. La chiesa è sede della parrocchia di San Giacomo apostolo del vicariato della Val Fontanabuona della diocesi di Chiavari.

## Storia e descrizione

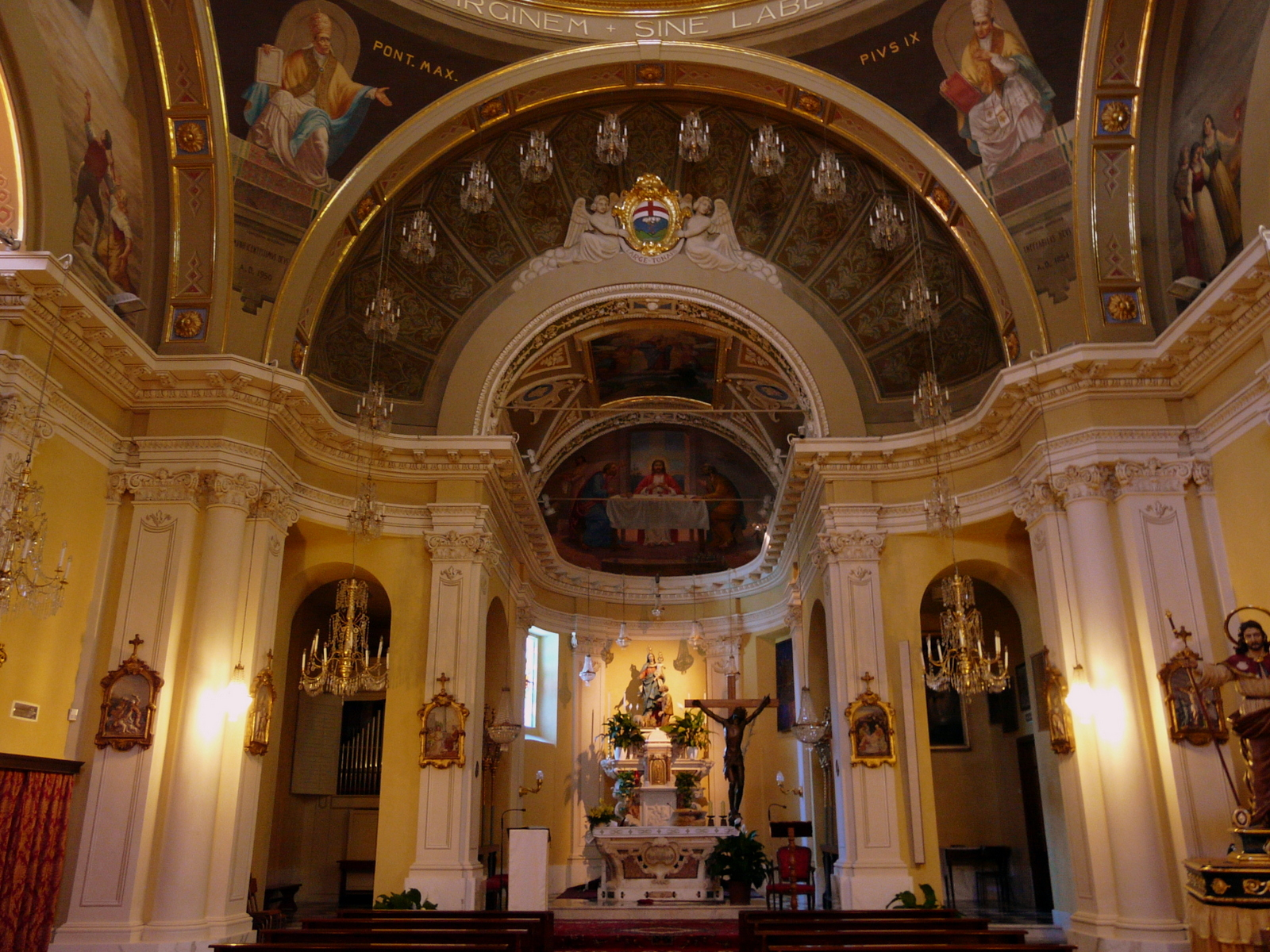
Particolare dell'interno

La chiesa fu sottoposta nel 1475 alla comunità religiosa di San Maurizio di Neirone e nel 1603 soggetta alla parrocchia di San Rocco di Ognio. La sua parrocchia fu costituita dall'arcivescovo di Genova monsignor Domenico de' Marini il 13 gennaio del 1621.
L'edificio attuale è risalente al 1721 quando vi fu un massiccio ampliamento della struttura originaria.
Prevostura dall'11 dicembre del 1904 è stata consacrata da monsignor Daniele Ferrari, vescovo della diocesi di Chiavari, il 28 agosto del 1982. All'interno è custodito un trittico del Vespasiano databile al XVI secolo.